# Robart Page
Robart Alexander Page (Rochester, 10 luglio 1992) è un pallavolista statunitense.
Gioca nel ruolo di schiacciatore e opposto nella Pallavolo Piacenza.

## Carriera
La carriera di Robart Page inizia a livello scolastico, giocando per la squadra della Victor High School. In seguito gioca per la squadra della sua università, la University of California, Los Angeles, prendendo parte senza grandi risultati alla Division I NCAA dal 2011 al 2014; nell'estate del 2014 fa il suo debutto nella nazionale statunitense, vincendo la medaglia d'argento alla Coppa Panamericana.
Nella stagione 2014-15 inizia la carriera professionistica, vestendo la maglia della Pallavolo Piacenza nella Serie A1 italiana.

## Palmarès

### Nazionale (competizioni minori)
- Coppa Panamericana 2014